# Exact Systems
Exact Systems Sp. z o.o. – polskie przedsiębiorstwo założone w 2004 roku, świadczące wyspecjalizowane usługi w zakresie kontroli jakości, selekcji oraz naprawy komponentów i podzespołów w branży motoryzacyjnej.

## Działalność
Exact Systems Sp. z o.o. swoją działalność rozpoczęła w 2004 roku w Częstochowie, gdzie obecnie mieści się główna siedziba przedsiębiorstwa. Jej założycielami są Paweł Gos i Lesław Walaszczyk. Pierwszymi klientami byli dostawcy z branży motoryzacyjnej z województwa śląskiego. W tym samym roku firma uzyskała pierwszą certyfikację ISO przyznaną przez firmę Det Norske Veritas. W 2006 roku Exact Systems uruchomił pierwsze spółki zagraniczne w Czechach i na Słowacji, do których sukcesywnie dołączają kolejne państwa: Niemcy (2009), Rosja (2010), Turcja (2012), Rumunia i Wielka Brytania (2013), Węgry, Belgia i Holandia (2015), Chiny (2016), Portugalia i Hiszpania (2018), Francja (2023).
Głównymi odbiorcami usług przedsiębiorstwa są dostawcy i poddostawcy dla przemysłu motoryzacyjnego, producenci samochodów oraz zakłady zajmujące się produkcją wielkoseryjną z branży elektronicznej, AGD oraz kosmetycznej.
W 2004 roku firma wdrożyła System Zarządzania Jakością zgodny z normą ISO 9001, a w 2013 roku audyt TÜV Hessen rozszerzył zakres certyfikacji firmy. W roku 2015 firma Exact Systems podjęła decyzję o wdrożeniu standardów środowiskowych oraz związanych z bezpieczeństwem i higieną pracy. W wyniku podjętych działań w październiku 2015 firma Exact Systems otrzymała certyfikaty potwierdzające zgodność z normami ISO 14001 oraz OHSAS 18001. W 2021 r. Exact Systems została członkiem ENX Association. Jako aktywny uczestnik TISAX (Trusted Information Security Assessment Exchange) przestrzega wymagań bezpieczeństwa informacji Niemieckiego Związku Przemysłu Motoryzacyjnego (VDA ISA). Oceny dokonał dostawca usług audytorskich, w tym przypadku TÜV NORD Polska Sp. z o.o.
Exact Systems Sp. z o.o jest partnerem Polskiej Izby Motoryzacji, członkiem Polskiej Grupy Motoryzacyjnej, a od roku 2020 członkiem Polskiego Forum HR. Z początkiem 2022 roku Exact Systems dołączyło do grona członków Związku Pracodawców Motoryzacji i Artykułów Przemysłowych przy Konfederacji Lewiatan.
W 2014 roku Exact Systems Sp. z o.o. uruchomiła projekt edukacyjny – Szkołę Jakości, której celem jest podnoszenie kwalifikacji kontrolerów jakości poprzez szeroki wachlarz warsztatów w zakresie metod i technologii wykorzystywanych w kontroli jakości w zakładach produkcyjnych.
Od 2016 roku firma jest organizatorem oraz wydawcą raportu MotoBarometr, przedstawiającego aktualne nastroje panujące wśród przedstawicieli branży motoryzacyjnej Od 2021 Exact Systems organizuje konferencję dla reprezentantów sektora automotive Moto Idea.

## Akcjonariat i władze
Exact Systems Sp. z o.o. jest członkiem Grupy Exact Systems złożonej z dwunastu spółek zależnych; jako jednostka dominująca w grupie koordynuje działania spółek zależnych na rynkach zagranicznych. Przedsiębiorstwo działa w 12 krajach Europy oraz w Chinach. W skład zarządu wchodzą Paweł Gos, Lesław Walaszczyk, Paweł Wieczorek, Jacek Opala, Dariusz Dengusiak oraz Artur Waśkiewicz.
W 2018 roku twórcy spółki zrealizowali największy wykup menedżerski w Polsce. Menedżerowie zwiększyli udziały z 24 proc. do pakietu większościowego, a mniejszościowy ma jeden z funduszy zarządzanych przez CVI Dom Maklerski. Transakcja opiewała na 155,2 mln zł. W 2023 roku Exact Systems stworzyło joint venture z francuskim partnerem SNECI.
Grupa Kapitałowa zatrudnia obecnie ponad 7000 osób, które deleguje do prac u swoich klientów, korzystając ze struktury 60 biur operacyjnych na terenie całej Europy.

## Nagrody
- 2023 – MOTO-INNOWATOR w kategorii optymalizacja systemów podnoszenia kwalifikacji i nabywania kompetencji pracowników za wdrożenie i ciągłe doskonalenie projektu Akademia Jakości[21]
- 2022 – Promotor Częstochowskiej Gospodarki 2022[22]
- 2018 – Ambasador Polskiej Gospodarki w kategorii Firma Globalna[23]
- 2017 – trzecie miejsce w rankingu Diamenty Forbesa[24]
- 2017 – Ambasador Polskiej Gospodarki w kategorii Firma Globalna
- 2016 – Polska Firma – Międzynarodowy Czempion nagroda w kategorii Inwestor: Polska Firma Prywatna – małe i średnie przedsiębiorstwa[25]
- 2016 – Ambasador Polskiej Gospodarki w kategorii Najwyższa Jakość[26]
- 2014 – Godło Teraz Polska za usługę selekcji i naprawy komponentów dla branży automotive[27]
- 2012 – Medal Europejski
- 2010 – Gazela Biznesu przyznawana przez Puls Biznesu za dynamikę biznesu[28]